# Regionstog LINT
De LINT is een dieselmechanisch motorrijtuig of treinstel van het type Coradia LINT, een zogenaamde lighttrain met lagevloerdeel voor het regionaal personenvervoer van de Deense spoorwegonderneming Regionstog (RT).

## Geschiedenis
De Coradia LINT is ontworpen door fabrikant Linke-Hofmann-Busch (LHB) uit Salzgitter. Het acroniem LINT staat voor "Leichter Innovativer Nahverkehrstriebwagen". De treinen vervangen oudere treinen van het type Lynette van Østsjællandske Jernbaneselskab (ØSJS) en van Vestsjællands Lokalbaner (VL).

## Constructie en techniek
Het treinstel is opgebouwd uit een aluminium frame met een frontdeel van GVK. Typerend aan dit treinstel is de toepassing van de Scharfenbergkoppeling met het grote voorruit. De treinen werden geleverd als tweedelig dieseltreinstel met mechanische transmissie. De trein heeft een lagevloerdeel. Deze treinen kunnen tot drie stuks gecombineerd rijden. De treinen zijn uitgerust met luchtvering.

## Treindiensten
Op 1 januari 2009 ging de treindienst van Østsjællandske Jernbaneselskab en de treindienst van Vestsjællands Lokalbaner over in de treindienst van Regionstog.
De treinen werden sinds 2007 door de Vestsjællands Lokalbaner ingezet op de volgende trajecten.
- Holbæk - Nykøbing Sj
- Tølløse - Slagelse

De treinen worden sinds 2009 door de Regionstog ingezet op de volgende trajecten.
- Køge - Hårlev - Fakse
- Hårlev - Rødvig

## Galerij

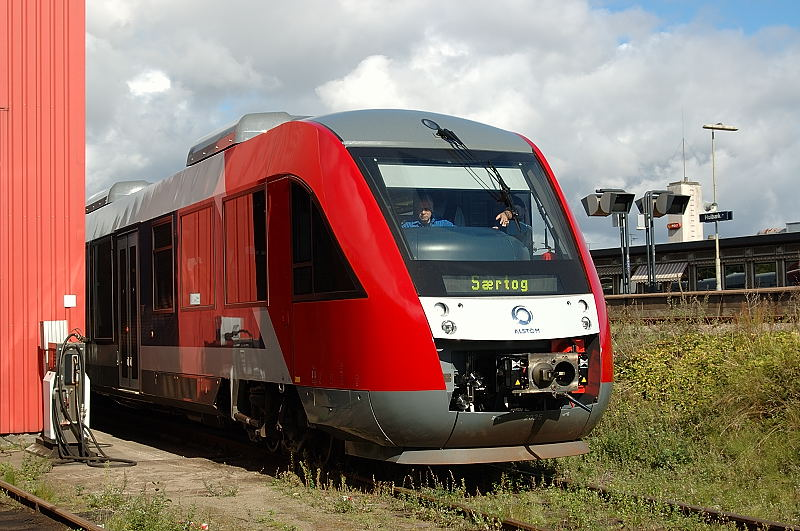
Werkplaats Vestsjællands Lokalbaner in Holbæk op 11 september 2007